# Ryūichi Amano
Ryūichi Amano (天野 龍一, Amano Ryūichi), 1902-1995, est un photographe japonais.